# 八代市立千丁小学校
八代市立千丁小学校（やつしろしりつ せんちょうしょうがっこう）は、熊本県八代市千丁町新牟田にある公立小学校。

## 沿革
千丁第一小学校
- 1873年（明治6年） - 太牟田学校、新牟田学校創設。
- 1877年（明治10年） - 大新尋常小学校開校（仮校舎）
- 1879年（明治12年）2月 - 校舎落成
- 1893年（明治26年）9月 - 千丁東部尋常小学校と改称
- 1906年（明治39年）4月 - 千丁東部尋常高等小学校と改称
- 1908年（明治41年）4月 - 千丁東部尋常小学校と改称
- 1910年（明治43年） - 校区廃止
- 1919年（大正8年）2月 - 高等科併置
- 1923年（大正12年）8月 - 千丁東部尋常小学校、古閑出尋常高等小学校の両学校区廃止
- 1924年（大正13年）3月 - 千丁東部尋常小学校、古閑出尋常高等小学校廃止。
- 1924年（大正13年）4月 - 両校を統合し千丁尋常高等小学校と改称。
- 1928年（昭和3年）3月 - 再び分立し千丁第一尋常高等小学校と改称。
- 1941年（昭和16年）4月 - 千丁第一国民学校と改称
- 1947年（昭和22年）4月 - 八代郡千丁村立千丁第一小学校と改称
- 1958年（昭和33年）10月 - 千丁第二小学校と合併し千丁小学校（東校舎）と改称。

千丁第二小学校
- 1875年（明治8年） - 古閑出30番地に創設。
- 1877年（明治10年） - 風災で倒壊。
- 1880年（明治13年） - 校舎新築。
- 1893年（明治26年）9月 - 千丁西部尋常小学校と改称
- 1910年（明治43年） - 校区廃止により東牟田北部本校に編入。
- 1921年（大正10年）6月 - 高等科併置。古閑出尋常高等小学校と改称。
- 1923年（大正12年）8月 - 千丁東部尋常小学校、古閑出尋常高等小学校の両学校区廃止
- 1924年（大正13年）3月 - 千丁東部尋常小学校、古閑出尋常高等小学校廃止。
- 1924年（大正13年）4月 - 両校を統合し千丁尋常高等小学校と改称。
- 1928年（昭和3年）3月 - 再び分立し千丁第二尋常高等小学校と改称。
- 1941年（昭和16年）4月 - 千丁第二国民学校と改称
- 1947年（昭和22年）4月 - 八代郡千丁村立千丁第二小学校と改称
- 1958年（昭和33年）10月 - 千丁第一小学校と合併し千丁小学校分室（西校舎）と改称

千丁小学校
- 1958年（昭和33年）10月 - 千丁第一小学校と千丁第二小学校が統合し千丁村立千丁小学校となる。
- 1959年（昭和34年）2月 - 統合校舎第一期工事着工
- 1961年（昭和36年）3月 - 全児童新校舎で授業開始。
- 1976年（昭和51年）9月 - 千丁町立千丁小学校と改称。
- 2005年（平成17年）8月 - 八代市立千丁小学校と改称。